# Sweden Music
Sweden Music is een muziekuitgeverij. 
Het werd eind jaren vijftig opgericht door Stig Anderson. In 1963 werd als aanvulling op de activiteiten van Sweden Music het platenlabel Polar Music International opgericht.
In de jaren 70 werd Sweden Music een zeer rendabel bedrijf, doordat dochterbedrijf Polar de groep ABBA onder contract had.
In 1989 verkocht Stig Anderson de twee firma's aan PolyGram. Momenteel is Sweden Music een onderdeel van Universal Music Sweden.